# Pat Quinn (Schauspielerin)
Patricia Quinn (* 20. Juni 1937 in Langhorne, Pennsylvania) ist eine US-amerikanische Schauspielerin. Sie trat hauptsächlich in Fernsehserien auf und begann ihre Karriere mit einer Rolle in einer Episode von Rauchende Colts im Jahr 1966. Bekannt wurde sie durch ihre Rolle als Alice in dem Film Alice’s Restaurant aus dem Jahr 1969.

## Filmografie
- 1969: Alice’s Restaurant
- 1971: Zachariah
- 1971: Shoot Out – Abrechnung in Gun Hill
- 1978: Eine entheiratete Frau
- 1988: Süchtig (Clean and Sober)
- 1994: Confessions of a Hitman